# Cașcaval

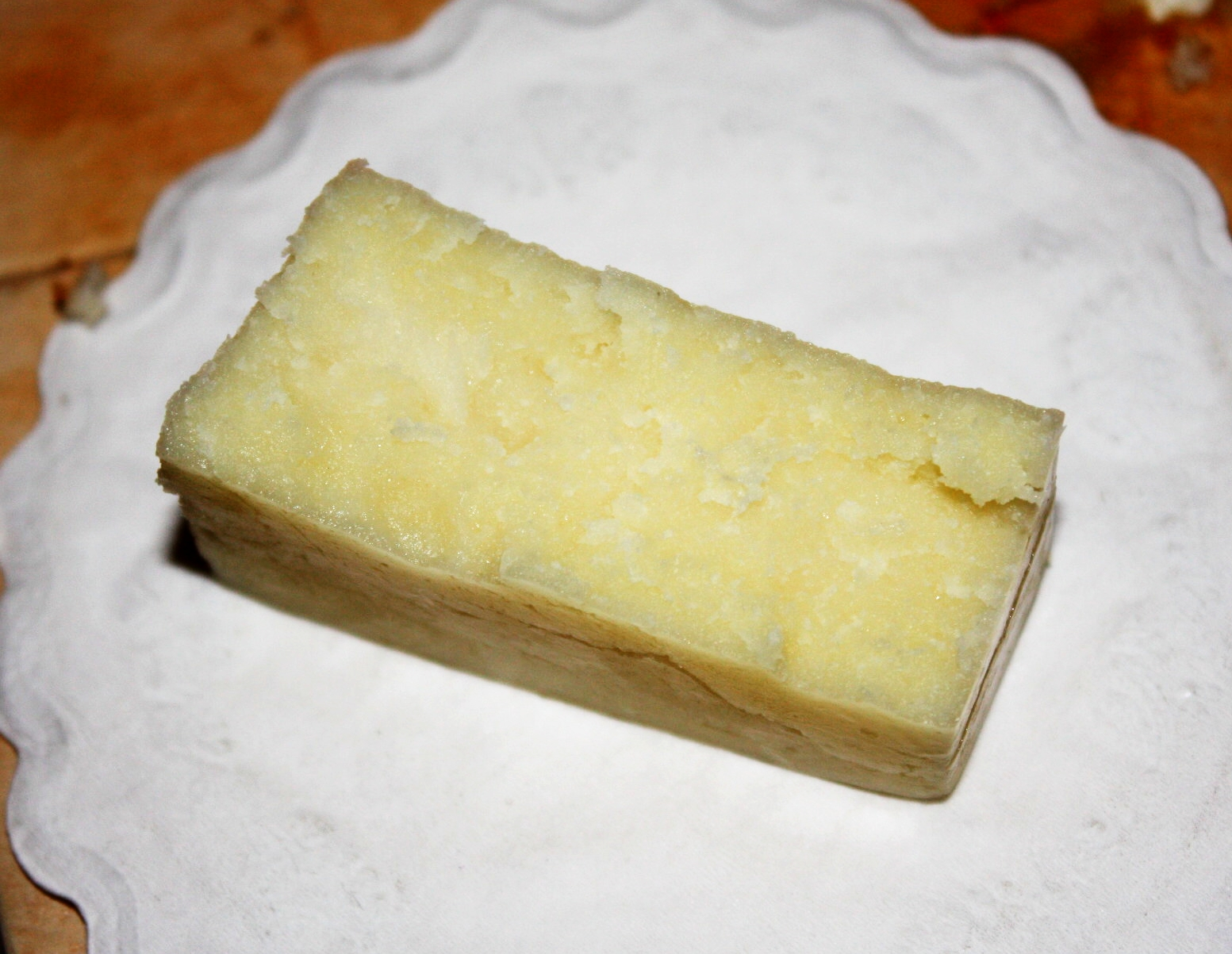
Cașcaval din Bulgaria

Cașcavalul (albaneză: Kaçkavall; bulgărește: Кашкавал (Kashkaval); sârbește: Kačkavalj; siciliană: Cascavaddu; italiană: Caciocavallo) este un tip de brânză făcută din lapte de vacă sau de oaie, produsă la început în Sicilia, dar acum răspândită prin Balcani, mai ales în România, Bulgaria, Serbia, Ungaria, Turcia, Grecia, Slovenia și Croația.